# AKM
AKM (russisk: АКМ) er en professionel russisk ishockeyklub fra Tula, og som har hjemmebane i Tula Ispalads. Klubben blev grundlagt i 2021, og siden da har den spillet i Ruslands næstbedste ishockeyliga, VHL. Klubben er eliteafdelingen i Mikhailov-akademiet (russisk: Академия Михайлова).

## Historie
Tekst mangler, hjælp os med at skrive teksten

## Sæsoner

### VHL(2021-)
| VHL     | VHL       | VHL       | VHL       | VHL       | VHL       | VHL       | VHL       | VHL       | VHL       | VHL                                 |
| Sæson   | Grundspil | Grundspil | Grundspil | Grundspil | Grundspil | Grundspil | Grundspil | Grundspil | Grundspil | Slutspil                            |
| Sæson   | Division  | Plac.     | K         | V         | Vo        | To        | T         | Målscore  | Point     | Slutspil                            |
| ------- | --------- | --------- | --------- | --------- | --------- | --------- | --------- | --------- | --------- | ----------------------------------- |
| 2021-22 | -         | 17/27     | 52        | 23        | 2         | 3         | 24        | 144-147   | 53        | Ikke kvalificeret                   |
| 2022-23 | -         | 11/26     | 50        | 18        | 9         | 6         | 17        | 148-140   | 60        | Kvartfinalist (Rubin Tjumen 3-4)    |
| 2023-24 | -         | 4/29      | 56        | 35        | 4         | 4         | 13        | 162-95    | 82        | Finalist (Neftjanik Almetjevsk 0-4) |

## Trænere
Tekst mangler, hjælp os med at skrive teksten